# La Bresse
La Bresse là một xã trong vùng Grand Est, thuộc tỉnh Vosges, quận Épinal, tổng Saulxures-sur-Moselotte. Tọa độ địa lý của xã là 48° 00' vĩ độ bắc, 06° 52' kinh độ đông. La Bresse nằm trên độ cao trung bình là 635 mét trên mực nước biển, có điểm thấp nhất là 580 mét và điểm cao nhất là 1363 mét. Xã có diện tích 57,94 km², dân số vào thời điểm 1999 là 4928 người; mật độ dân số là 85,05 người/km².

## Thông tin nhân khẩu
| 1962  | 1968  | 1975  | 1982  | 1990  | 1999  |
| ----- | ----- | ----- | ----- | ----- | ----- |
| 4.980 | 5.290 | 5.395 | 5.369 | 5.191 | 4.928 |